# 1929년 전국동계체육대회 스피드스케이팅 일반부 남자 2000m 계주
1929년 전국동계체육대회 스피드스케이팅 일반부 남자 2000m 계주는 일제강점기 조선 경성부에서 개최된 1929년 전국동계체육대회 스피드스케이팅의 세부 종목이다.

## 경기 결과
경기 결과 및 순위는 다음과 같다.
| 순위 | 선수                           | 소속 | 기록 | 비고 |
| ---- | ------------------------------ | ---- | ---- | ---- |
| 1    | 정진원, 김용구, 풍선, 최희원   | 백구 | 3:59 |      |
| 2    | 편사학, 이혜택, 이삼지, 박응근 | 인의 | 4:00 |      |
| 3    | 불명                           | 휘문 | 불명 |      |

## 참고 문헌
- 대한체육회 (1990). 《대한체육회 70년사》.
- 대한체육회 (2011). 《대한체육회 90년사》.
- “제10회 전국동계체육대회 스피드스케이팅 일반부 남자 2000m 계주 결승 경기 결과”. 대한체육회.[깨진 링크(과거 내용 찾기)]